# Terry Boss
Terrence Boss, detto Terry (Philomath, 1º settembre 1981), è un ex calciatore statunitense naturalizzato portoricano, di ruolo portiere.